# Southern Puget Sound Salish jezik
Southern Puget Sound Salish (ISO 639-3: slh), jedan od 26 priznatih saliških jezika kojim govore pripadnici indijanskih plemena Duwamish, Muckleshoot, Nisqually, Puyallup, Snoqualmie, Suquh.
Govori ga tek starija populacija, a u povijesti su njegovi dijalekti bili rašireni na jugu Puget Sounda u Washingtonu. Mlađa generacija danas se služi engleskim.
Pripada podskupini twana. Dijalekti kojim govore istoimena plemena su duwamish, muckleshoot, nisqually, puyallup, snoqualmie, suquh.

## Vanjske poveznice
- Ethnologue (14th)
- Ethnologue (15th)